# Liberto Corney
Liberto Corney Espallargas  (* 20. Februar 1905 in Buenos Aires, Argentinien; † 1955) war ein uruguayischer Boxer.
Liberto Corney trat als Boxer bei den Olympischen Sommerspielen 1924 in den Boxwettbewerben im Leichtgewicht an. Er unterlag in seinem Erstrundenkampf am 16. Juli 1924 nach Punkten gegen den Silbermedaillengewinner der Spiele des Jahres 1920, den Kanadier Clifford Graham. Damit belegte er den 17. Platz. Später arbeitete er als Boxtrainer des uruguayischen Box-Teams und gründete in Montevideo die Olympische Akademie.